# Biophytum microphyllum
Biophytum microphyllum är en harsyreväxtart som beskrevs av Jan Frederik Veldkamp. Biophytum microphyllum ingår i släktet Biophytum och familjen harsyreväxter. Inga underarter finns listade i Catalogue of Life.